# Campionat del Món de motociclisme de 1965
La temporada de 1965 del Campionat del món de motociclisme fou la 17a edició d'aquest campionat, organitzat per la FIM. La temporada es caracteritzà per ser l'última en què Mike Hailwood guanyà als 500cc abans que comencés l'era de Giacomo Agostini.
Dins la història del motociclisme català, aquest fou l'any en què el jove pilot de Sabadell Ramon Torras es va morir quan s'entrenava a Coma-ruga, després d'haver obtingut tres podis a les dues primeres rondes europees del campionat del món amb la Bultaco TSS. Pel que fa als Grans Premis, com a dada positiva, el 1965 va ser el primer any des de la instauració del campionat el 1949 en què no s'hi produí cap accident mortal. La ratxa es reinicià el 1966 i des d'aleshores fins al 1977 es van tornar a succeir anualment diverses morts durant la temporada.

## Resum de la temporada
Hailwood va aconseguir fàcilment el seu quart (i darrer) títol consecutiu de 500cc amb la MV Agusta, tot i que començava a mostrar el seu desencís amb l'autocràtic comte Agusta i va acceptar una moto de 250cc d'Honda. El nouvingut Giacomo Agostini, que pilotava una MV Agusta, va lluitar contra el campió vigent Jim Redman (Honda) pel títol de 350cc. El resultat no es decidí fins a l'última cursa de l'any, al Japó, quan la MV Agusta d'Agostini va patir una avaria, lliurant el campionat a Redman.
El duet de Yamaha, format per Phil Read i Mike Duff, va acabar primer i segon a la categoria de 250cc, mentre que Redman (Honda) va patir les conseqüències d'algunes lesions de principis de temporada. Hugh Anderson va guanyar sis curses i va aconseguir el seu segon campionat de 125cc amb Suzuki, mentre que Ralph Bryans (Honda) va aconseguir el de 50cc per davant del seu company d'equip Luigi Taveri.

## Campions del món
Pilots
| 50cc         | 125cc         | 250cc     | 350cc      | 500cc         |
| ------------ | ------------- | --------- | ---------- | ------------- |
| Ralph Bryans | Hugh Anderson | Phil Read | Jim Redman | Mike Hailwood |

Constructors
| 50cc  | 125cc  | 250cc  | 350cc | 500cc     |
| ----- | ------ | ------ | ----- | --------- |
| Honda | Suzuki | Yamaha | Honda | MV Agusta |

Sidecars
| Pilot / Passatger                 | Constructor |
| --------------------------------- | ----------- |
| Fritz Scheidegger / John Robinson | BMW         |

## Grans Premis

### Sistema de puntuació
Barem de puntuació de 1950 a 1968:
| Posició | 1 | 2 | 3 | 4 | 5 | 6 |
| Punts   | 8 | 6 | 4 | 3 | 2 | 1 |

Resultats comptabilitzats:
- 50cc, 350cc i 500cc: els sis millors
- 125cc i 250cc: els set millors
- Sidecars: els quatre millors

### Calendari
| Cursa | Data          | Gran Premi                   | Circuit           |
| ----- | ------------- | ---------------------------- | ----------------- |
| 1     | 21 de març    | Gran Premi dels Estats Units | Daytona           |
| 2     | 25 d'abril    | Gran Premi d'Alemanya        | Nürburgring       |
| 3     | 9 de maig     | Gran Premi d'Espanya         | Montjuïc          |
| 4     | 15 de maig    | Gran Premi de França         | Clermont-Ferrand  |
| 5     | 14 de juny    | IOM TT                       | Snaefell Mountain |
| 6     | 26 de juny    | Dutch TT                     | Assen             |
| 7     | 4 de juliol   | Gran Premi de Bèlgica        | Spa-Francorchamps |
| 8     | 18 de juliol  | Gran Premi de la RDA         | Sachsenring       |
| 9     | 25 de juliol  | Gran Premi de Txecoslovàquia | Brno              |
| 10    | 7 d'agost     | Gran Premi de l'Ulster       | Dundrod           |
| 11    | 22 d'agost    | Gran Premi de Finlàndia      | Imatra            |
| 12    | 5 de setembre | Gran Premi de les Nacions    | Monza             |
| 13    | 24 d'octubre  | Gran Premi del Japó          | Suzuka            |

### Guanyadors
| Cursa | Gran Premi           | 50cc          | 125cc         | 250cc             | 350cc             | 500cc            | Resultats |
| ----- | -------------------- | ------------- | ------------- | ----------------- | ----------------- | ---------------- | --------- |
| 1     | GP dels Estats Units | Ernst Degner  | Hugh Anderson | Phil Read         |                   | Mike Hailwood    | Resultat  |
| 2     | GP d'Alemanya        | Ralph Bryans  | Hugh Anderson | Phil Read         | Giacomo Agostini  | Mike Hailwood    | Resultat  |
| 3     | GP d'Espanya         | Hugh Anderson | Hugh Anderson | Phil Read         |                   |                  | Resultat  |
| 4     | GP de França         | Ralph Bryans  | Hugh Anderson | Phil Read         |                   |                  | Resultat  |
| 5     | IOM TT               | Luigi Taveri  | Phil Read     | Jim Redman        | Jim Redman        | Mike Hailwood    | Resultat  |
| 6     | Dutch TT             | Ralph Bryans  | Mike Duff     | Phil Read         | Jim Redman        | Mike Hailwood    | Resultat  |
| 7     | GP de Bèlgica        | Ernst Degner  |               | Jim Redman        |                   | Mike Hailwood    | Resultat  |
| 8     | GP de la RDA         |               | Frank Perris  | Jim Redman        | Jim Redman        | Mike Hailwood    | Resultat  |
| 9     | GP de Txecoslovàquia |               | Frank Perris  | Phil Read         | Jim Redman        | Mike Hailwood    | Resultat  |
| 10    | GP de l'Ulster       |               | Ernst Degner  | Phil Read         | Frantisek Stastny | Dick Creith      | Resultat  |
| 11    | GP de Finlàndia      |               | Hugh Anderson | Mike Duff         | Giacomo Agostini  | Giacomo Agostini | Resultat  |
| 12    | GP de les Nacions    |               | Hugh Anderson | Tarquinio Provini | Giacomo Agostini  | Mike Hailwood    | Resultat  |
| 13    | GP del Japó          | Luigi Taveri  | Hugh Anderson | Mike Hailwood     | Mike Hailwood     |                  | Resultat  |

## Galeria

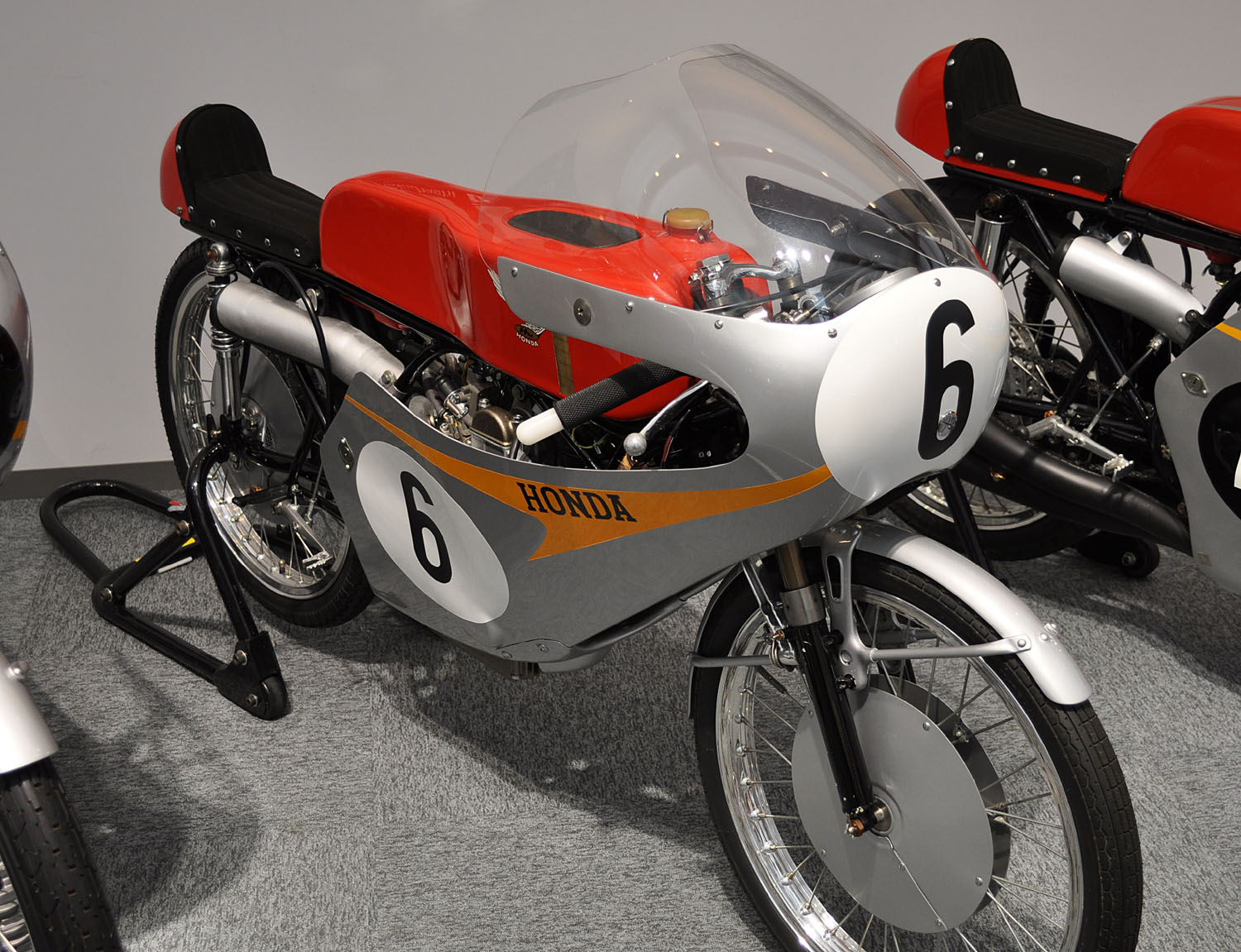
L'Honda RC115 amb què Ralph Bryans fou campió de 50cc
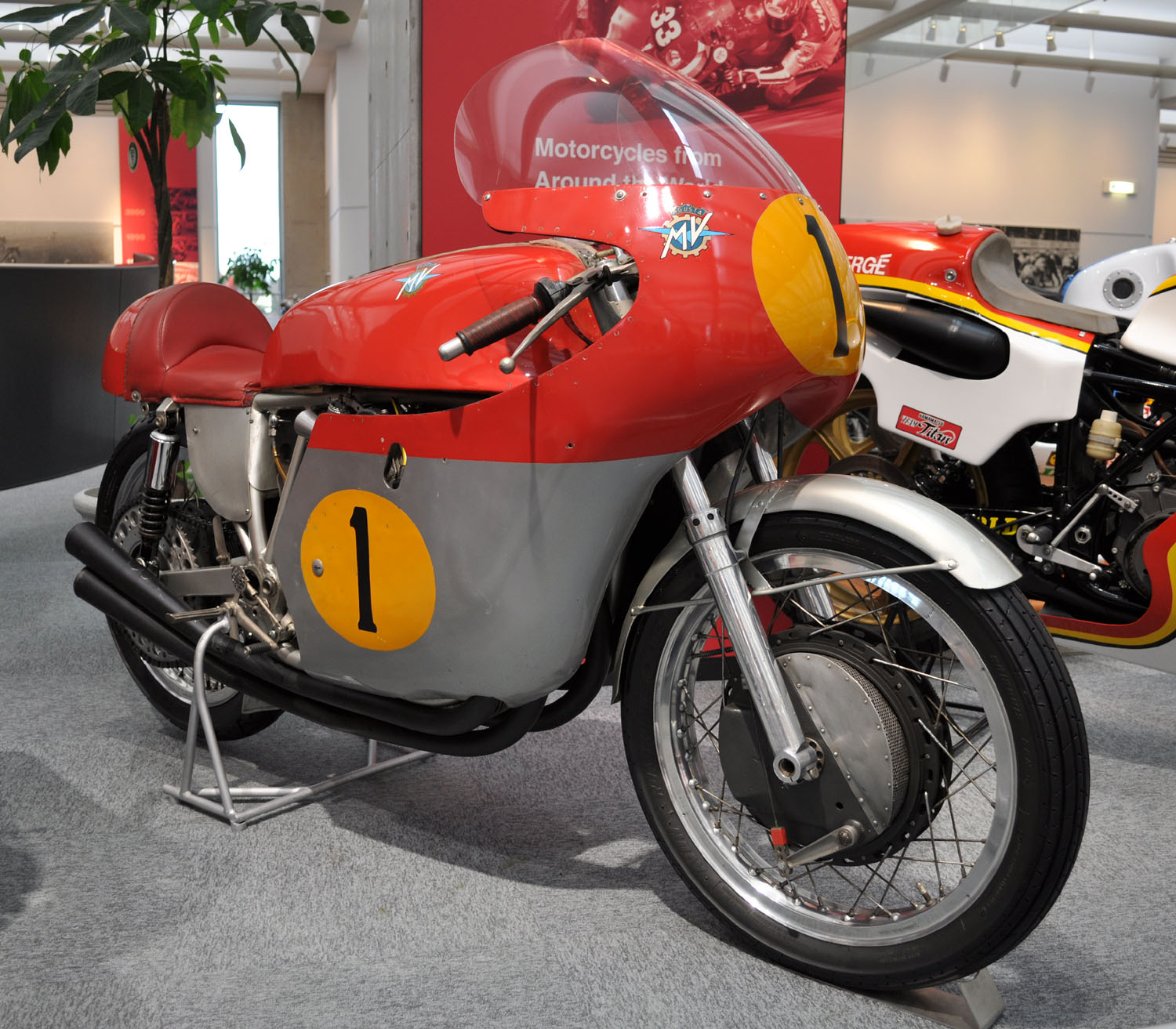
La MV Agusta 500-4 amb què Mike Hailwood fou campió de 500cc
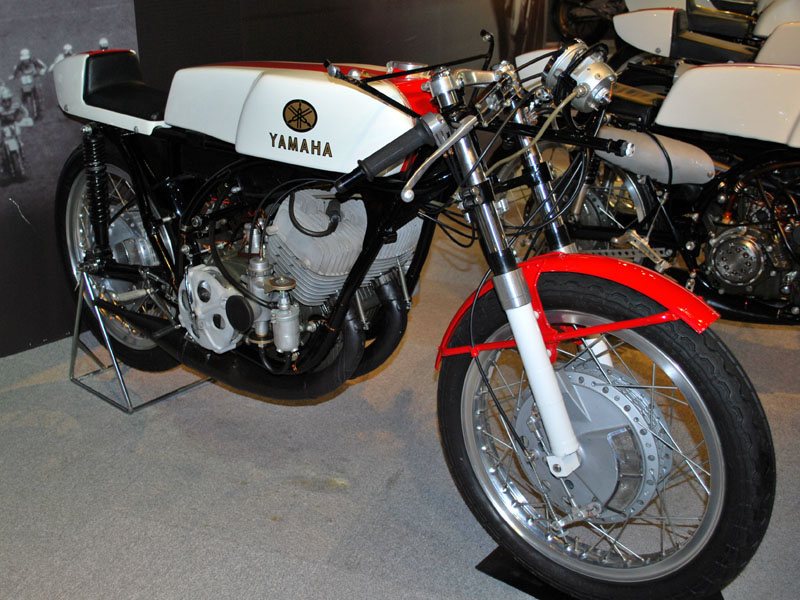
Una Yamaha RD56 com la que pilotà Phil Read als 250cc
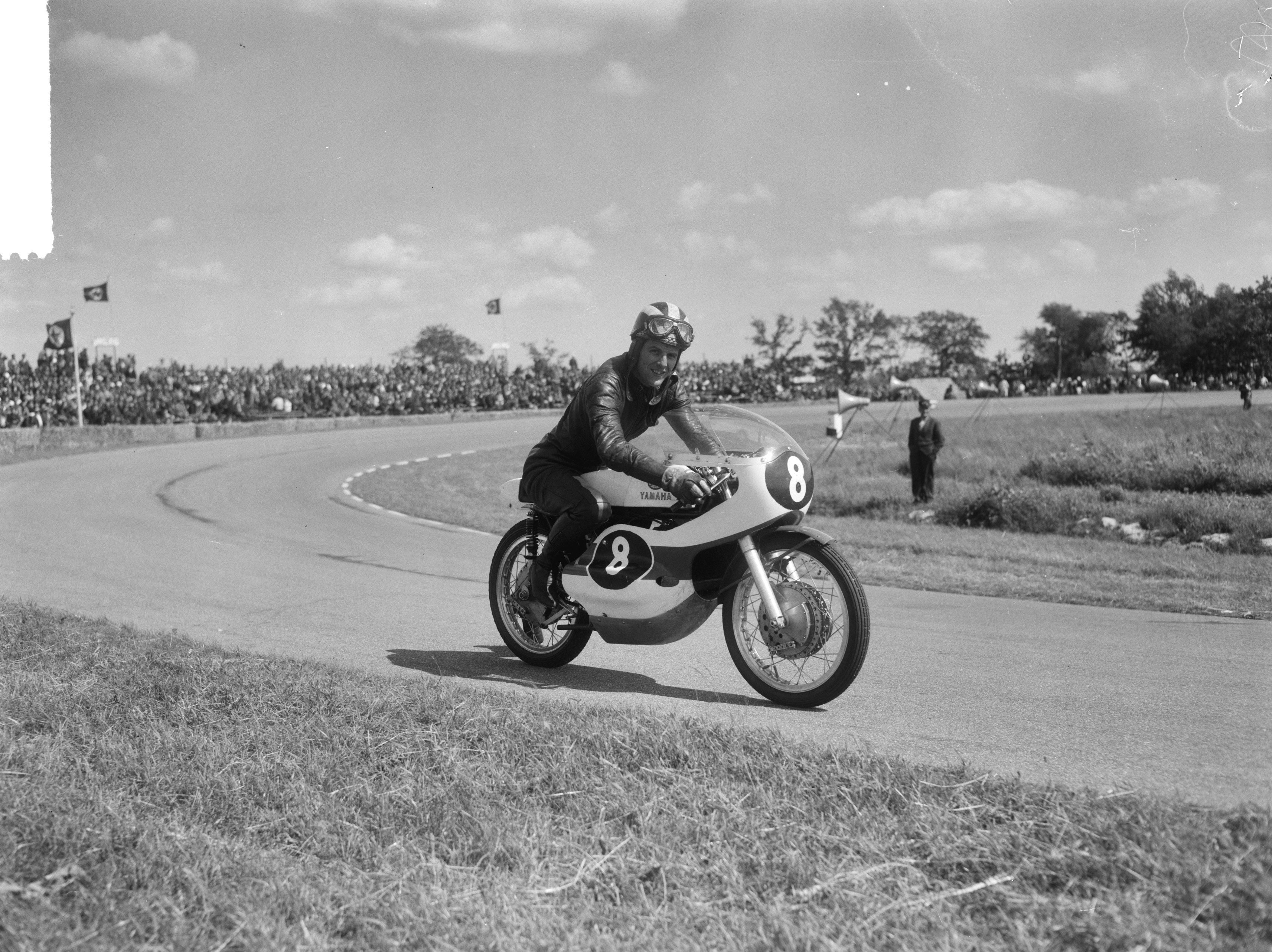
Phil Read, campió de 250cc (a la foto, amb la Yamaha 125)
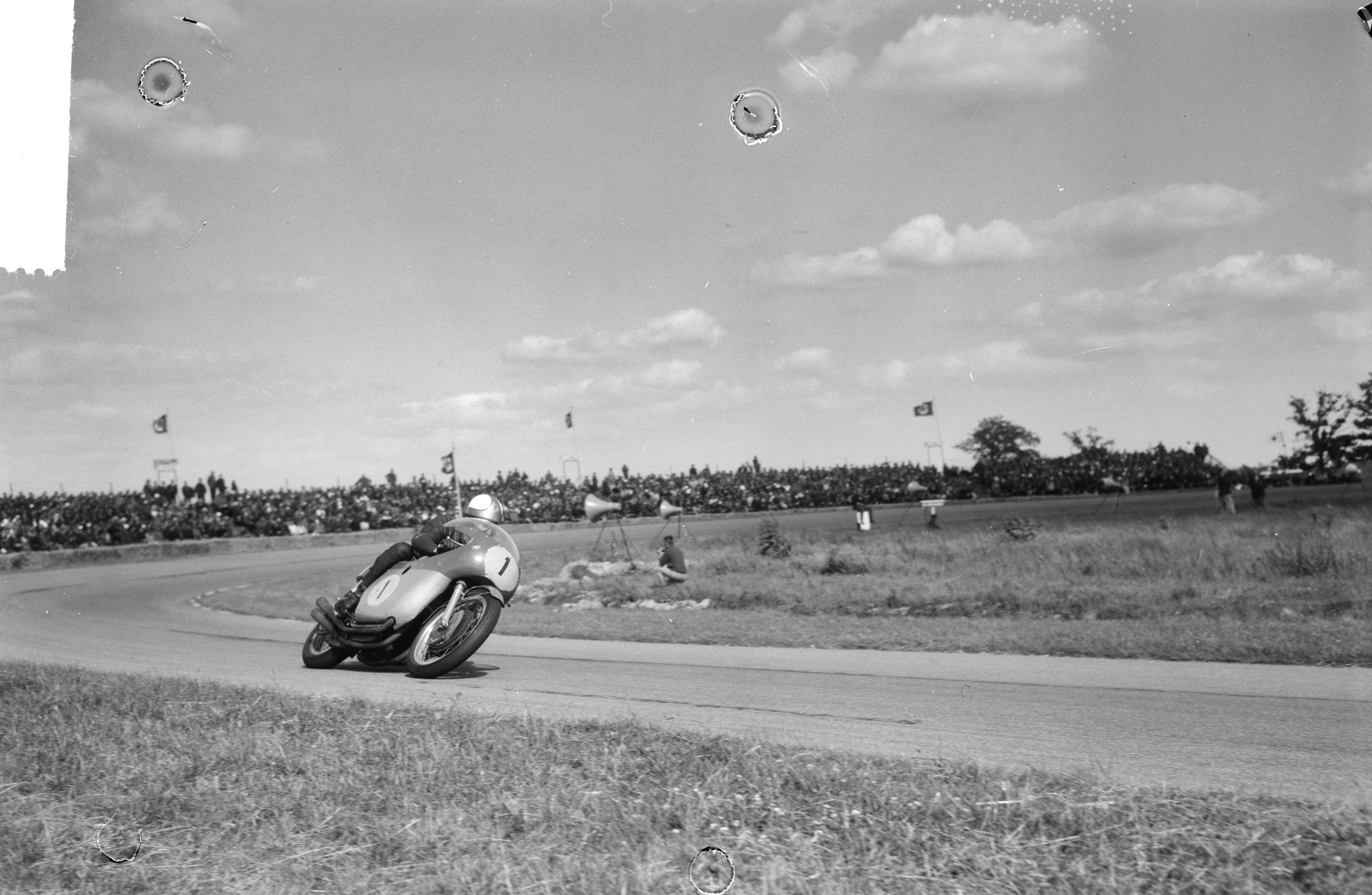
Mike Hailwood, campió de 500cc

## Classificació dels pilots

### 500 cc
| Pos | Pilot                  | Moto               | USA · | GER · | IOM · | NED · | BEL · | DDR · | CZE · | ULS · | FIN · | NAT · | Pts |
| --- | ---------------------- | ------------------ | ----- | ----- | ----- | ----- | ----- | ----- | ----- | ----- | ----- | ----- | --- |
| 1   | Mike Hailwood          | MV Agusta          | 1     | 1     | 1     | 1     | 1     | 1     | 1     |       |       | 1     | 48  |
| 2   | Giacomo Agostini       | MV Agusta          |       | 2     | Ret   | 2     | 2     | 2     | 2     |       | 1     | 2     | 38  |
| 3   | Paddy Driver           | Matchless          | Ret   | Ret   | Ret   | 3     | 4     | 3     | 4     | 2     | 2     |       | 26  |
| 4   | Fred Stevens           | Matchless          |       |       |       |       | 5     | 5     | 5     | 5     | 3     | 4     | 15  |
| 5   | Jack Ahearn            | Norton             |       | Ret   | 9     | 5     | 9     | 4     | 3     |       |       |       | 9   |
| 6   | Dick Creith            | Norton             |       |       |       |       |       |       |       | 1     |       |       | 8   |
| 7   | Jack Findlay           | Matchless          |       | 4     | 10    | 11    | 12    | 11    | 9     | 4     | 5     | 8     | 8   |
| 8   | Joe Dunphy             | Norton             |       |       | 2     |       |       | Ret   |       | Ret   |       |       | 6   |
| 9   | Buddy Parriott         | Norton             | 2     |       |       |       |       |       |       |       |       |       | 6   |
| 10  | Frantisek Stastný      | Jawa               |       |       |       |       |       |       | 6     |       | 8     | 3     | 5   |
| 11  | Chris Conn             | Norton             |       |       | Ret   | 7     | 7     |       |       | 3     |       |       | 4   |
| 12  | Derek Minter           | Norton             |       |       | Ret   | Ret   | 3     |       |       |       |       |       | 4   |
| 13  | Roger Beaumont         | Norton             | 3     |       |       |       |       |       |       |       |       |       | 4   |
| =   | Mike Duff              | Matchless          |       |       | 3     |       |       |       |       |       |       |       | 4   |
| =   | Walter Scheimann       | Norton             |       | 3     |       |       |       |       |       |       |       |       | 4   |
| 16  | Ian-Noel Burne         | Norton             |       | Ret   | 4     | Ret   | 8     | 6     | 10    |       | Ret   | 10    | 4   |
| 17  | John Cooper            | Norton             |       |       | Ret   | 4     | Ret   |       |       | Ret   |       |       | 3   |
| 18  | Jourko Ryhänen         | Matchless          |       |       |       |       |       | Ret   |       |       | 4     |       | 3   |
| 19  | Kenneth King           | Norton             | 4     |       |       |       |       |       |       |       |       |       | 3   |
| 20  | Edy Lenz               | Norton             |       | 5     | Ret   | Ret   |       | 9     | Ret   |       |       | 7     | 2   |
| 21  | Selwyn Griffiths       | Matchless          |       |       | 5     |       |       |       |       | 9     |       |       | 2   |
| 22  | Ed LaBelle             | Norton             | 5     |       |       |       |       |       |       |       |       |       | 2   |
| =   | Giuseppe Mandolini     | Moto Guzzi         |       |       |       |       |       |       |       |       |       | 5     | 2   |
| 24  | Gyula Marsovszky       | Matchless          |       | Ret   | 8     | Ret   | 6     |       |       |       | Ret   | 6     | 2   |
| 25  | Lewis Young            | Matchless          |       | 7     |       | 14    | Ret   | 8     | Ret   |       | 6     |       | 1   |
| 26  | Dan Shorey             | Norton             |       | Ret   | 18    | 6     | 10    | 10    | 7     | 10    |       | 12    | 1   |
| 27  | Billy McCosh           | Matchless          |       |       | 6     |       |       |       |       | 8     |       |       | 1   |
| 28  | Billie Nelson          | Norton             |       | 6     | 12    | Ret   |       |       |       |       |       |       | 1   |
| 29  | Robin Fitton           | Norton             |       |       |       | Ret   |       |       |       | 6     |       |       | 1   |
| 30  | David Lloyd            | Norton             | 6     |       |       |       |       |       |       |       |       |       | 1   |
| 31  | Eric Hinton            | Norton             |       |       | Ret   |       |       | Ret   | Ret   |       | 7     |       | 0   |
| 32  | Gustav Havel           | Jawa               |       |       |       |       |       |       | Ret   | 7     | Ret   |       | 0   |
| =   | Malcom Stanton         | Norton             |       |       | Ret   |       |       | 7     |       | Ret   |       |       | 0   |
| 34  | Alan Dugalde           | Norton             |       |       | 7     |       |       |       |       |       |       |       | 0   |
| =   | Fred Simone            | BMW                | 7     |       |       |       |       |       |       |       |       |       | 0   |
| 36  | Rudolf Thalhammer      | Norton             |       |       |       | 9     |       |       | 8     |       |       | 9     | 0   |
| 37  | Karl Hoppe             | Matchless          |       |       |       | 8     |       |       |       |       |       |       | 0   |
| =   | Al Johnson             | BMW                | 8     |       |       |       |       |       |       |       |       |       | 0   |
| =   | Hans-Jürgen Melcher    | Norton             |       | 8     |       |       |       |       |       |       |       |       | 0   |
| 40  | Roy Robinson           | Norton             |       |       |       |       |       | 14    | 11    |       | 9     |       | 0   |
| 41  | Hans-Otto Butenuth     | BMW                |       | 9     | 16    |       |       |       |       |       |       |       | 0   |
| 42  | Ray Dey                | Norton             | 9     |       |       |       |       |       |       |       |       |       | 0   |
| 43  | Sid Mizen              | Matchless          |       |       | Ret   | 10    | Ret   |       |       |       |       |       | 0   |
| 44  | Wester Cooley          | Norton             | 10    |       |       |       |       |       |       |       |       |       | 0   |
| =   | Hannu Kuparinen        | Matchless          |       |       |       |       |       |       |       |       | 10    |       | 0   |
| =   | Hans Schmidt           | BMW                |       | 10    |       |       |       |       |       |       |       |       | 0   |
| 47  | Griff Jenkins          | Norton             |       |       | Ret   |       |       |       |       | Ret   |       | 11    | 0   |
| 48  | Dave Croxford          | Matchless          |       |       | 11    |       |       |       |       |       |       |       | 0   |
| =   | Carl Eshoo             | Triumph            | 11    |       |       |       |       |       |       |       |       |       | 0   |
| =   | Manfred Gäckle         | Norton             |       | 11    |       |       |       |       |       |       |       |       | 0   |
| =   | Pentti Lehtelä         | Norton             |       |       |       |       |       |       |       |       | 11    |       | 0   |
| =   | Ian McGregor           | Norton             |       |       |       |       |       |       |       | 11    |       |       | 0   |
| 53  | Derek Lee              | Matchless          |       | Ret   | 15    |       |       | 16    | 12    |       | 13    |       | 0   |
| 54  | Philippe Canoui        | Norton / Matchless |       |       |       |       |       | 15    |       |       | 12    | Ret   | 0   |
| 55  | Bosse Granath          | Matchless          |       |       | Ret   |       | Ret   | 12    |       |       | Ret   |       | 0   |
| 56  | Suart Graham           | Matchless          |       |       | Ret   | 12    | Ret   |       |       |       |       |       | 0   |
| 57  | Bernhard Bockelmann    | Norton             |       | 12    |       |       |       |       |       |       |       |       | 0   |
| =   | Bruce Carter           | BSA                | 12    |       |       |       |       |       |       |       |       |       | 0   |
| =   | Ron Wilson             | Norton             |       |       |       |       |       |       |       | 12    |       |       | 0   |
| 60  | Ernst Weiss            | Norton             |       | 14    |       |       |       | Ret   | 13    |       |       |       | 0   |
| 61  | Richard Ingram         | Norton             |       |       | Ret   | 13    |       |       |       |       |       |       | 0   |
| =   | Gordon Keith           | Norton             |       |       | 13    |       |       |       |       | Ret   |       |       | 0   |
| 63  | Billy Andersson        | AJS                |       |       |       |       |       | 13    |       |       |       |       | 0   |
| =   | Giuseppe Dardanello    | Norton             |       |       |       |       |       |       |       |       |       | 13    | 0   |
| =   | Stan Friduss           | Norton             | 13    |       |       |       |       |       |       |       |       |       | 0   |
| =   | Jimmy Jones            | Norton             |       |       |       |       |       |       |       | 13    |       |       | 0   |
| =   | Siegfried Springenberg | Horex              |       | 13    |       |       |       |       |       |       |       |       | 0   |
| 68  | Davy Crawford          | Norton             |       |       |       |       |       |       |       | 14    |       |       | 0   |
| =   | Jan Hennek             | Norton             |       |       |       |       |       |       | 14    |       |       |       | 0   |
| =   | Tony Wilmott           | Norton             |       |       | 14    |       |       |       |       |       |       |       | 0   |
| 71  | Maurice Hawtorne       | Norton             |       | Ret   |       |       |       | Ret   | 15    |       |       |       | 0   |
| 72  | György Kurucz          | Norton             |       |       |       |       |       | 15    | Ret   |       |       |       | 0   |
| =   | Alf Shaw               | Norton             |       |       | Ret   |       |       |       |       | 15    |       |       | 0   |
| 74  | Hans Föhr              | Matchless          |       | 15    |       |       |       |       |       |       |       |       | 0   |
| =   | John Mawby             | Norton             |       |       |       | 15    |       |       |       |       |       |       | 0   |
| 76  | Jack Saunders          | Matchless          |       |       | 31    |       |       |       |       | 16    |       |       | 0   |
| 77  | John Brown             | Norton             |       |       |       |       |       |       |       | 17    |       |       | 0   |
| =   | Carl Ward              | Norton             |       |       | 17    |       |       |       |       |       |       |       | 0   |
| 79  | John Simmonds          | Norton             |       |       | 19    |       |       |       |       |       |       |       | 0   |
| 80  | Robert Haldane         | Matchless          |       |       | 20    |       |       |       |       | Ret   |       |       | 0   |
| 81  | Ron Chandler           | Matchless          |       |       | 21    |       |       |       |       |       |       |       | 0   |
| 82  | Peter Richards         | Norton             |       |       | 22    |       |       |       |       |       |       |       | 0   |
| 83  | Brian Proctor          | Norton             |       |       | 23    |       |       |       |       |       |       |       | 0   |
| 84  | Tom Gill               | Matchless          |       |       | 24    |       |       |       |       |       |       |       | 0   |
| 85  | Marvin Wright          | Norton             |       |       | 25    |       |       |       |       |       |       |       | 0   |
| 86  | Bob Ritchie            | Norton             |       |       | 26    |       |       |       |       | Ret   |       |       | 0   |
| 87  | John Rudge             | Triton             |       |       | 27    |       |       |       |       |       |       |       | 0   |
| 88  | Colin Cross            | Norton             |       |       | 28    |       |       |       |       |       |       |       | 0   |
| 89  | Abbey de Kock          | Norton             |       | Ret   | 29    |       |       | Ret   | Ret   |       |       |       | 0   |
| 90  | Bill Hawthorne         | BSA-Norton         |       |       | 30    |       |       |       |       |       |       |       | 0   |
| -   | John Denty             | Norton             |       |       | Ret   |       |       | Ret   |       | Ret   |       |       | 0   |
| -   | John Somers            | Norton             |       |       |       | Ret   |       | Ret   |       |       | Ret   |       | 0   |
| -   | Hartmut Allner         | BMW                |       | Ret   |       |       |       |       | Ret   |       |       |       | 0   |
| -   | Bo Brolin              | Matchless          |       |       |       |       |       | Ret   |       |       | Ret   |       | 0   |
| -   | Agne Carlsson          | Matchless          |       |       |       |       |       | Ret   |       |       | Ret   |       | 0   |
| -   | Graham Dickson         | Norton             |       | Ret   |       |       |       | Ret   |       |       |       |       | 0   |
| -   | Bill Ivy               | Matchless          |       |       | Ret   | Ret   |       |       |       |       |       |       | 0   |
| -   | Endel Kiisa            | Vostok             |       | Ret   |       |       |       |       | Ret   |       |       |       | 0   |
| -   | Ron Robinson           | Norton             |       |       |       |       |       | Ret   | Ret   |       |       |       | 0   |
| -   | Bill Smith             | Matchless / DKW    |       |       | Ret   |       |       |       |       |       |       | Ret   | 0   |
| -   | Dennis Aisnworth       | Norton             |       |       |       | Ret   |       |       |       |       |       |       | 0   |
| -   | Derek Blackmore        | Norton             |       |       | Ret   |       |       |       |       |       |       |       | 0   |
| -   | Stan Brassey           | Norton             |       |       | Ret   |       |       |       |       |       |       |       | 0   |
| -   | Rex Butcher            | Norton             |       |       | Ret   |       |       |       |       |       |       |       | 0   |
| -   | Heiner Butz            | Norton             |       | Ret   |       |       |       |       |       |       |       |       | 0   |
| -   | Louis Carr             | Norton             |       |       | Ret   |       |       |       |       |       |       |       | 0   |
| -   | Antonio de Simone      | Norton             |       |       |       |       |       |       |       |       |       | Ret   | 0   |
| -   | Arnold Dobbs           | Matchless          |       |       |       |       |       |       |       | Ret   |       |       | 0   |
| -   | Vincent Duckett        | Matchless          |       |       | Ret   |       |       |       |       |       |       |       | 0   |
| -   | Bobby Duncan           | Triumph            |       |       | Ret   |       |       |       |       |       |       |       | 0   |
| -   | Dean Dyess             | Ducati             | Ret   |       |       |       |       |       |       |       |       |       | 0   |
| -   | Klaus Enders           | Norton             |       | Ret   |       |       |       |       |       |       |       |       | 0   |
| -   | Karl-Heinz Ewing       | Norton             |       | Ret   |       |       |       |       |       |       |       |       | 0   |
| -   | Franco Farne           | Ducati             | Ret   |       |       |       |       |       |       |       |       |       | 0   |
| -   | Ray Flack              | Norton             |       |       | Ret   |       |       |       |       |       |       |       | 0   |
| -   | Fred Gailey            | Norton             | Ret   |       |       |       |       |       |       |       |       |       | 0   |
| -   | Andreas Georgeades     | Matchless          |       |       | Ret   |       |       |       |       |       |       |       | 0   |
| -   | Peter Gould            | Ducati             | Ret   |       |       |       |       |       |       |       |       |       | 0   |
| -   | Jack Gow               | Norton             |       |       | Ret   |       |       |       |       |       |       |       | 0   |
| -   | Sven-Olov Gunnarson    | Norton             |       |       |       |       |       | Ret   |       |       |       |       | 0   |
| -   | Albert Häring          | Norton             |       | Ret   |       |       |       |       |       |       |       |       | 0   |
| -   | Oliver Howe            | Norton             |       | Ret   |       |       |       |       |       |       |       |       | 0   |
| -   | John Hudson            | Norton             |       |       | Ret   |       |       |       |       |       |       |       | 0   |
| -   | Alan Hunter            | Norton             |       |       | Ret   |       |       |       |       |       |       |       | 0   |
| -   | Dave Jackson           | Matchless          | Ret   |       |       |       |       |       |       |       |       |       | 0   |
| -   | Lothar John            | Norton             |       | Ret   |       |       |       |       |       |       |       |       | 0   |
| -   | David Johnson          | Norton             |       |       | Ret   |       |       |       |       |       |       |       | 0   |
| -   | Derek Jones            | BSA                |       |       | Ret   |       |       |       |       |       |       |       | 0   |
| -   | Wilber Lawson          | Triumph            | Ret   |       |       |       |       |       |       |       |       |       | 0   |
| -   | Ivor Lloyd             | Norton             | Ret   |       |       |       |       |       |       |       |       |       | 0   |
| -   | Gerald MacDonald       | Paton              | Ret   |       |       |       |       |       |       |       |       |       | 0   |
| -   | Emanuele Maugliani     | Norton             |       |       |       |       |       |       |       |       |       | Ret   | 0   |
| -   | Stuart Morin           | Matchless          | Ret   |       |       |       |       |       |       |       |       |       | 0   |
| -   | Albert Moule           | Norton             |       |       | Ret   |       |       |       |       |       |       |       | 0   |
| -   | Bert Oosterhius        | Norton             |       | Ret   |       |       |       |       |       |       |       |       | 0   |
| -   | Gianni Perrone         | Bianchi            |       |       |       |       |       |       |       |       |       | Ret   | 0   |
| -   | John Pinckney          | Norton             |       | Ret   |       |       |       |       |       |       |       |       | 0   |
| -   | Laurence Povey         | Norton             |       |       | Ret   |       |       |       |       |       |       |       | 0   |
| -   | Robert Reid            | Norton             |       |       |       |       |       |       |       | Ret   |       |       | 0   |
| -   | Bryan Scobie           | Norton             |       |       |       |       |       | Ret   |       |       |       |       | 0   |
| -   | Horst Seidl            | Norton             |       | Ret   |       |       |       |       |       |       |       |       | 0   |
| -   | Nikolaj Sevostyanov    | Vostok             |       |       |       |       |       |       | Ret   |       |       |       | 0   |
| -   | John Smith             | Norton             |       |       |       |       | Ret   |       |       |       |       |       | 0   |
| -   | Hans Sommerhalder      | Matchless          |       |       | Ret   |       |       |       |       |       |       |       | 0   |
| -   | Brian Taggart          | Norton             |       |       |       |       |       |       |       | Ret   |       |       | 0   |
| -   | Rolf Thiemig           | Norton             |       | Ret   |       |       |       |       |       |       |       |       | 0   |
| -   | Franco Trabalzini      | Gilera             |       |       |       |       |       |       |       |       |       | Ret   | 0   |
| -   | William Walton         | Norton             |       |       | Ret   |       |       |       |       |       |       |       | 0   |
| -   | Monty Ward             | Norton             |       |       | Ret   |       |       |       |       |       |       |       | 0   |
| -   | Dave Williams          | Norton             |       |       | Ret   |       |       |       |       |       |       |       | 0   |
| -   | Anthony Woodman        | Matchless          |       | Ret   |       |       |       |       |       |       |       |       | 0   |
| -   | Derek Woodman          | Matchless          |       |       | Ret   |       |       |       |       |       |       |       | 0   |
| -   | Benedetto Zambotti     | Norton             |       |       |       |       |       |       |       |       |       | Ret   | 0   |
| -   | Manfred Zeller         | Matchless          |       | Ret   |       |       |       |       |       |       |       |       | 0   |
| Pos | Pilot                  | Moto               | USA · | GER · | IOM · | NED · | BEL · | DDR · | CZE · | ULS · | FIN · | NAT · | Pts |

| • Llegenda |                                |
| --- | ------------------------------ |
| \| Color \| Resultat \| \| ------- \| --------------------------------- \| \| Or \| Guanyador \| \| Argent \| 2n lloc \| \| Bronze \| 3r lloc \| \| Verd \| Va acabar sumant punts \| \| Blau \| Va acabar sense sumar punts \| \| Blau \| No classificat (NC) \| \| Porpra \| Es retirà (Ret o DNF[a]) \| \| Vermell \| No qualificat (NQ o DNQ[b]) \| \| Vermell \| No pre-qualificat (NPQ o DNPQ[c]) \| \| Negre \| Desqualificat (DSQ) \| \| Blanc \| No va començar (NVC o DNS[d]) \| \| Blanc \| Abandonà (AB o WD[e]) \| \| Blanc \| Retirat per lesió (LES) \| \| Blanc \| Cursa cancel·lada (C) \| \| Gris \| No va entrenar (NE o DNP[f]) \| \| Gris \| No va arribar (NA o DNA[g]) \| \| Gris \| Exclòs (EX) \| Notes 1. 2. 3. 4. 5. 6. 7. En negreta - Pole En cursiva - Volta ràpida |                                |
| Color | Resultat                       |
| Or | Guanyador                      |
| Argent | 2n lloc                        |
| Bronze | 3r lloc                        |
| Verd | Va acabar sumant punts         |
| Blau | Va acabar sense sumar punts    |
| Blau | No classificat (NC)            |
| Porpra | Es retirà (Ret o DNF)          |
| Vermell | No qualificat (NQ o DNQ)       |
| Vermell | No pre-qualificat (NPQ o DNPQ) |
| Negre | Desqualificat (DSQ)            |
| Blanc | No va començar (NVC o DNS)     |
| Blanc | Abandonà (AB o WD)             |
| Blanc | Retirat per lesió (LES)        |
| Blanc | Cursa cancel·lada (C)          |
| Gris | No va entrenar (NE o DNP)      |
| Gris | No va arribar (NA o DNA)       |
| Gris | Exclòs (EX)                    |

| Color   | Resultat                       |
| ------- | ------------------------------ |
| Or      | Guanyador                      |
| Argent  | 2n lloc                        |
| Bronze  | 3r lloc                        |
| Verd    | Va acabar sumant punts         |
| Blau    | Va acabar sense sumar punts    |
| Blau    | No classificat (NC)            |
| Porpra  | Es retirà (Ret o DNF)          |
| Vermell | No qualificat (NQ o DNQ)       |
| Vermell | No pre-qualificat (NPQ o DNPQ) |
| Negre   | Desqualificat (DSQ)            |
| Blanc   | No va començar (NVC o DNS)     |
| Blanc   | Abandonà (AB o WD)             |
| Blanc   | Retirat per lesió (LES)        |
| Blanc   | Cursa cancel·lada (C)          |
| Gris    | No va entrenar (NE o DNP)      |
| Gris    | No va arribar (NA o DNA)       |
| Gris    | Exclòs (EX)                    |

### 350 cc
| Posició | Pilot               | Moto      | Punts | Victòries |
| ------- | ------------------- | --------- | ----- | --------- |
| 1       | Jim Redman          | Honda     | 38    | 4         |
| 2       | Giacomo Agostini    | MV Agusta | 32    | 3         |
| 3       | Mike Hailwood       | MV Agusta | 20    | 1         |
| 4       | Bruce Beale         | Honda     | 15    | 0         |
| 5       | Frantisek Stastny   | Jawa      | 14    | 1         |
| 6       | Derek Woodman       | MZ        | 14    | 0         |
| 7       | Gustav Havel        | Jawa      | 12    | 0         |
| 8       | Renzo Pasolini      | Aermacchi | 9     | 0         |
| 9       | Phil Read           | Yamaha    | 6     | 0         |
| =       | Silvio Grassetti    | Benelli   | 6     | 0         |
| 11      | Frantisek Bocek     | Jawa      | 6     | 0         |
| 12      | Gilberto Milani     | Aermacchi | 6     | 0         |
| 13      | Nicolaï Sevostianov | Vostok    | 4     | 0         |
| =       | Tarquinio Provini   | Benelli   | 4     | 0         |
| =       | Isamu Kasuya        | Honda     | 4     | 0         |
| 16      | Chris Conn          | Norton    | 3     | 0         |
| =       | Agne Carlsson       | AJS       | 3     | 0         |
| =       | Isao Yamashita      | Honda     | 3     | 0         |
| 19      | Griff Jenkins       | Norton    | 3     | 0         |
| =       | John Cooper         | Norton    | 3     | 0         |
| 21      | Endel Kiisa         | CKEB      | 2     | 0         |
| =       | Lewis Young         | AJS       | 2     | 0         |
| 23      | Dan Shorey          | Norton    | 2     | 0         |
| 24      | Paddy Driver        | AJS       | 1     | 0         |
| =       | Eric Hinton         | Norton    | 1     | 0         |
| =       | Bill Smith          | Norton    | 1     | 0         |

### 250 cc
| Posició | Pilot                | Moto       | Punts | Victòries |
| ------- | -------------------- | ---------- | ----- | --------- |
| 1       | Phil Read            | Yamaha     | 56    | 7         |
| 2       | Michelle Duff        | Yamaha     | 42    | 1         |
| 3       | Jim Redman           | Honda      | 34    | 3         |
| 4       | Heinz Rosner         | MZ         | 18    | 0         |
| 5       | Derek Woodman        | MZ         | 15    | 0         |
| 6       | Bruce Beale          | Honda      | 14    | 0         |
| 7       | Tarquinio Provini    | Benelli    | 11    | 1         |
| 8       | Ramon Torras         | Bultaco    | 10    | 0         |
| 9       | Frank Perris         | Suzuki     | 9     | 0         |
| 10      | Mike Hailwood        | Honda      | 8     | 1         |
| 11      | Frantisek Stastny    | ČZ         | 8     | 0         |
| 12      | Isamu Kasuya         | Honda      | 6     | 0         |
| 13      | Ralph Bryans         | Honda      | 6     | 0         |
| 14      | Yoshimi Katayama     | Suzuki     | 6     | 0         |
| 15      | Giuseppe Visenzi     | Aermacchi  | 5     | 0         |
| 16      | Silvio Grassetti     | Morini     | 4     | 0         |
| =       | Barry Smith          | Bultaco    | 4     | 0         |
| =       | Remo Venturi         | Benelli    | 4     | 0         |
| =       | Bill Ivy             | Yamaha     | 4     | 0         |
| 20      | Ginger Molloy        | Bultaco    | 4     | 0         |
| 21      | Jean-Claude Guénard  | Bultaco    | 3     | 0         |
| =       | Gosuke Yamashita     | Honda      | 3     | 0         |
| 23      | Günter Beer          | Honda      | 3     | 0         |
| 24      | Josep Maria Busquets | Montesa    | 2     | 0         |
| =       | Kevin Cass           | Cotton     | 2     | 0         |
| =       | Rex Avery            | Bultaco    | 2     | 0         |
| =       | Hiroshi Hasegawa     | Yamaha     | 2     | 0         |
| 28      | John Buckner         | Yamaha     | 1     | 0         |
| =       | Gilberto Milani      | Aermacchi  | 1     | 0         |
| =       | Alberto Pagani       | Aermacchi  | 1     | 0         |
| =       | Alain Barbaroux      | Aermacchi  | 5     | 0         |
| =       | Dave Williams        | FB-Mondial | 1     | 0         |
| =       | Bob Coulter          | Bultaco    | 1     | 0         |

### 125 cc
| Posició | Pilot                | Moto        | Punts | Victòries |
| ------- | -------------------- | ----------- | ----- | --------- |
| 1       | Hugh Anderson        | Suzuki      | 56    | 7         |
| 2       | Frank Perris         | Suzuki      | 44    | 2         |
| 3       | Derek Woodman        | MZ          | 28    | 0         |
| 4       | Ernst Degner         | Suzuki      | 23    | 1         |
| 5       | Luigi Taveri         | Honda       | 14    | 0         |
| 6       | Michelle Duff        | Yamaha      | 12    | 1         |
| 7       | Klaus Enderlein      | MZ          | 11    | 0         |
| 8       | Ralph Bryans         | Honda       | 11    | 0         |
| 9       | Joachim Leitert      | MZ          | 10    | 0         |
| 10      | Phil Read            | Yamaha      | 8     | 1         |
| 11      | Yoshimi Katayama     | Suzuki      | 6     | 0         |
| =       | Dieter Krumpholz     | MZ          | 6     | 0         |
| 13      | Bill Ivy             | Yamaha      | 6     | 0         |
| 14      | Bruce Beale          | Honda       | 6     | 0         |
| 15      | Ramon Torras         | Bultaco     | 4     | 0         |
| =       | Heinz Rosner         | MZ          | 4     | 0         |
| 17      | Roland Rentzsch      | MZ          | 4     | 0         |
| 18      | Rick Schell          | Honda       | 3     | 0         |
| =       | Bruno Spaggiari      | Ducati      | 3     | 0         |
| 20      | Giuseppe Visenzi     | Honda       | 3     | 0         |
| 21      | Jeff Tate            | Honda       | 2     | 0         |
| =       | Hans-Georg Anscheidt | MZ-Kreidler | 2     | 0         |
| =       | Yasuhara Yuzawa      | Honda       | 2     | 0         |
| 24      | Bob Gehring          | Bultaco     | 1     | 0         |
| =       | Walter Scheimann     | Honda       | 1     | 0         |
| =       | Arthur Fegbli        | Honda       | 1     | 0         |
| =       | Jürgen Lenk          | MZ          | 1     | 0         |
| =       | Frantisek Bocek      | ČZ          | 1     | 0         |
| =       | Tommy Robb           | Bultaco     | 1     | 0         |
| =       | Ginger Molloy        | Bultaco     | 1     | 0         |
| =       | Hironori Matsushima  | Yamaha      | 1     | 0         |

### 50 cc
| Posició | Pilot                | Moto     | Punts | Victòries |
| ------- | -------------------- | -------- | ----- | --------- |
| 1       | Ralph Bryans         | Honda    | 36    | 3         |
| 2       | Luigi Taveri         | Honda    | 32    | 2         |
| 3       | Hugh Anderson        | Suzuki   | 32    | 1         |
| 4       | Ernst Degner         | Suzuki   | 26    | 2         |
| 5       | Mitsuo Itoh          | Suzuki   | 16    | 0         |
| 6       | Michio Ichino        | Suzuki   | 6     | 0         |
| 7       | Hans-Georg Anscheidt | Kreidler | 6     | 0         |
| 8       | Josep Maria Busquets | Derbi    | 4     | 0         |
| 9       | Jacques Roca         | Derbi    | 4     | 0         |
| 10      | Haruo Koshino        | Suzuki   | 3     | 0         |
| =       | Charlie Mates        | Honda    | 3     | 0         |
| 12      | Angel Nieto          | Derbi    | 2     | 0         |
| =       | Ian Plumridge        | Derbi    | 2     | 0         |
| 14      | Cees van Dongen      | Kreidler | 2     | 0         |
| 15      | Gastón Biscia        | Suzuki   | 1     | 0         |
| =       | Barry Smith          | Derbi    | 1     | 0         |
| =       | Leslie Griffiths     | Honda    | 1     | 0         |
| =       | Akira Itoh           | Honda    | 1     | 0         |